# Serie A 2017-2018 (calcio femminile)
L'edizione 2017-2018 è stata la cinquantunesima edizione del campionato italiano di Serie A di calcio femminile. Il campionato è iniziato il 30 settembre 2017 e si è concluso il 12 maggio 2018. La squadra campione in carica era la Fiorentina. Il campionato è stato vinto dalla Juventus, che ha vinto ai tiri di rigore lo spareggio scudetto contro il Brescia.

## Stagione

### Novità
Dalla Serie A 2016-2017 sono state retrocesse in Serie B il Como 2000 (dopo aver perso lo spareggio contro il San Zaccaria), il Chieti, il Luserna e la L.F. Jesina; dalla Serie B 2016-2017 sono state promosse l'Empoli, il Sassuolo, il Valpolicella e la Pink Sport Time, vincitrici dei quattro gironi di Serie B.
Il Cuneo si è disimpegnato dall'attività, cedendo il proprio titolo sportivo per la partecipazione al campionato di Serie A alla neonata Juventus. Il Mozzanica e il neopromosso Valpolicella si apparentano con dei club maschili, rispettivamente l'Atalanta e il Chievo, adottandone colori e identità sociali pur mantenendo le loro denominazioni.

### Formato
Le 12 squadre partecipanti si affrontano in un girone all'italiana con partite di andata e ritorno per un totale di 22 giornate. La squadra prima classificata è campione d'Italia. Accedono alla UEFA Women's Champions League le prime due classificate.
Retrocedono direttamente in Serie B le squadre classificate alle ultime due posizioni (11ª e 12ª). Le squadre classificate al 9ª e 10ª posizione disputano un play-out, in campo neutro con gara unica, contro le due squadre di Serie B perdenti gli spareggi promozione per ulteriori due posti in massima serie.

### Calciomercato
Con le campionesse uscenti della Fiorentina che lasciano pressoché immutata la squadra scudettata, tra le altre formazioni di vertice l'AGSM Verona punta sulle britanniche Fishley e Lipman, mentre il Tavagnacco inserisce nel suo undici titolare la slovena Eržen oltreché le giovani Mascarello e Mella. Si segnala in particolar modo il Brescia che, rimasto orfano di Milena Bertolini passata alla guida della nazionale italiana, affida al nuovo tecnico Gianpiero Piovani una rosa profondamente rinnovata con gli ingaggi delle ex AGSM Di Criscio e Giugliano, di Bergamaschi e Giacinti in attacco, e delle polacche Daleszczyk e Sikora.
Ciò anche per far fronte alla partenza del blocco storico delle leonesse di metà anni 2010, formato da elementi come Bonansea, Cernoia, Gama e Rosucci, accasatosi dalla neonata Juventus; l'entrata nel calcio femminile del club bianconero, affidato a Rita Guarino, catalizza l'interesse del mercato interno sicché prendono la strada di Torino anche l'altra ex bresciana Salvai, oltre a Boattin e Galli dall'AGSM e alla promettente Glionna dal Fiamma Monza, mentre all'estero le piemontesi pescano le scandinave Franssi, Hyyrynen e Isaksen, oltre a riportare in Italia la numero 1 della nazionale Giuliani.

### Avvenimenti

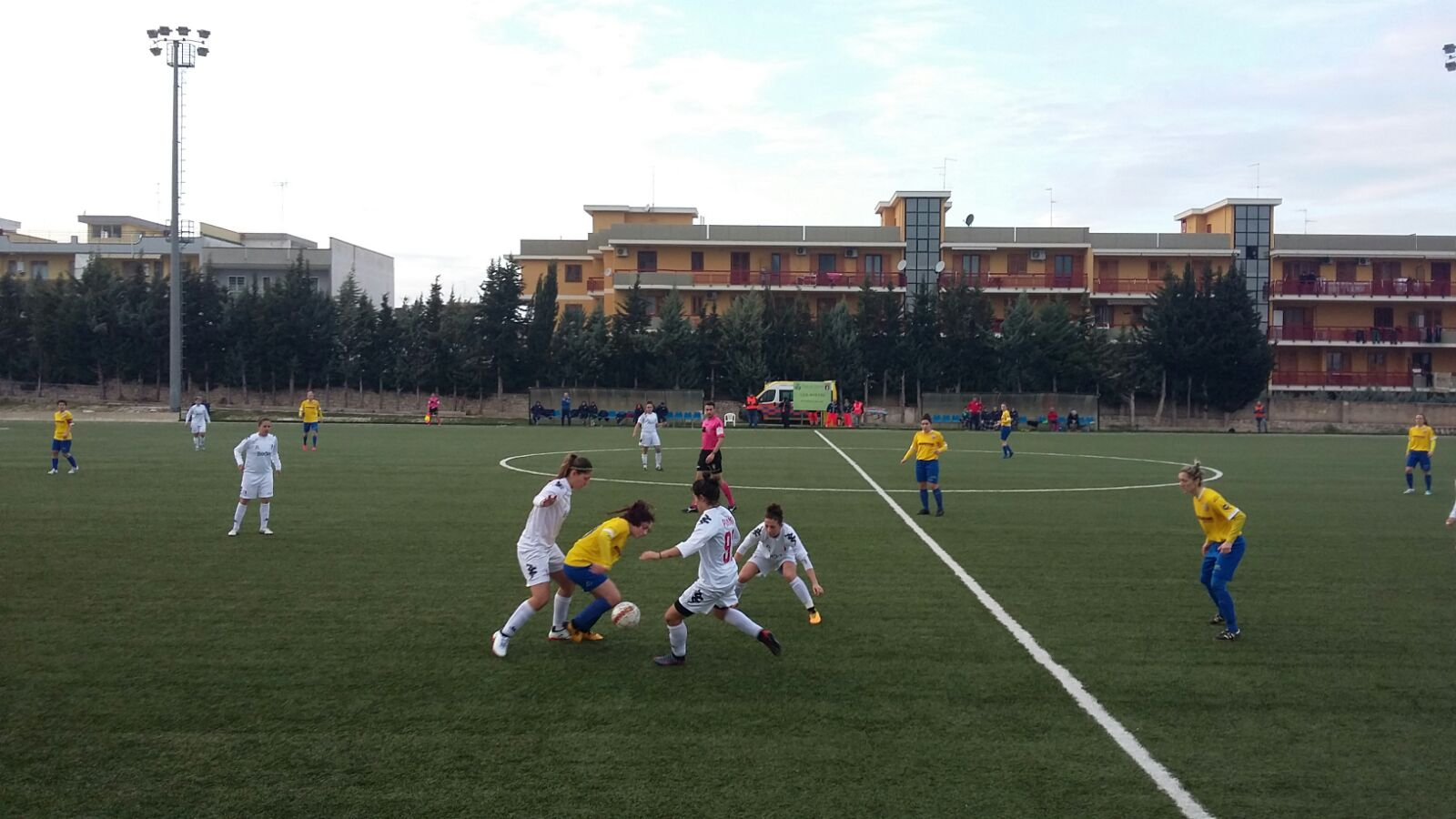
La sfida tra la neopromossa Pink Sport Time e il Tavagnacco del 13 gennaio 2018

Le premesse della vigilia, che vedono le detentrici della Fiorentina, il Brescia e la nuova Juventus in prima fila per lo scudetto, sono parzialmente confermate da un campionato che s'incanala presto sull'asse Torino-Brescia. Le bianconere dimostrano di non patire l'impatto con la nuova realtà, cannibalizzando il torneo con una serie di vittorie consecutive che si protrae fino alla primavera, e legittimando le proprie ambizioni tricolori con i successi negli scontri diretti dicembrini, battendo dapprima a domicilio le biancoblù e poi regolando le viola davanti al pubblico amico: mentre per il Brescia la sconfitta di Mompiano è solo un passaggio a vuoto, in un percorso fin qui fatto anche per loro di sole vittorie, per la Fiorentina campione uscente il rovescio di Vinovo è il punto più basso di un girone di andata al di sotto delle aspettative, che le vede scivolare a –12 dalla vetta e di fatto abdicare anticipatamente nella difesa del tricolore.
Al giro di boa del campionato, dietro alle piemontesi che fanno loro il simbolico titolo d'inverno grazie a un percorso netto, le sole lombarde si dimostrano capaci di tenere un simile ritmo, pagando 3 lunghezze di svantaggio. Il dualismo prosegue nella tornata conclusiva, con le due rivali che fanno sempre più corsa a sé, assicurandosi peraltro con largo vantaggio la qualificazione alla Women's Champions League; anche trascinate dalle reti delle loro bomber, la bianconera Bonansea e la biancoblù Giacinti, quest'ultima capocannoniere a fine stagione. L'unica flessione stagionale della Juventus, arrivata in aprile, permette a un mai domo Brescia, nell'occasione corsaro a Vinovo, di agganciare la vetta; il turno seguente le torinesi incappano nella loro seconda e ultima sconfitta stagionale a Firenze, ma le bresciane non ne approfittano facendosi sorprendere tra le mura amiche dal Mozzanica, lasciando immutata la situazione generale. I risultati degli ultimi turni non cambiano la classifica, pertanto si rende necessario uno spareggio per assegnare lo scudetto: sul neutro di Novara sia i tempi regolamentari sia i supplementari si chiudono a reti bianche, sicché tocca ai tiri di rigore decretare la vittoria della Juventus, campione d'Italia alla sua stagione d'esordio.
Ancora uno spareggio è chiamato a decidere la parte bassa della classifica, dove la neopromossa Pink Sport Time e il San Zaccaria, penultime a pari punti, si giocano la salvezza: sul campo di Montesilvano hanno la meglio le pugliesi, relegando le romagnole alla retrocessione in Serie B insieme all'Empoli, quest'ultimo già declassato al termine della stagione regolare. Con questo successo la Pink Sport Time accede, insieme al Sassuolo, ai play-out interdivisionali contro le formazioni cadette uscite sconfitte dai play-off: le due compagini di massima serie hanno la meglio rispettivamente di Pro San Bonifacio e Roma CF, mantenendo entrambe la categoria.
Il campionato vive un'ulteriore appendice alle porte dell'estate, quando è ufficializzata la cessione del titolo sportivo del Brescia al neonato Milan; tuttavia, non verificandosi una formale acquisizione della licenza, i regolamenti UEFA non permettono ai rossoneri di ereditare dai biancoblù anche il diritto a partecipare alla Women's Champions League. Pertanto le terze classificate della stagione regolare, un costante Tavagnacco e una Fiorentina in netta ripresa nel girone di ritorno, sono chiamate a giocare la terza e ultima gara di spareggio di questo campionato, che rimette un palio l'ultimo posto utile all'Europa: ad Abano Terme sono le toscane a prevalere, andando ad affiancare la Juventus nel tabellone continentale.

## Squadre partecipanti
| Club            | Stagione | Città           | Stadio                                       | Stagione precedente   |
| --------------- | -------- | --------------- | -------------------------------------------- | --------------------- |
| AGSM Verona     | dettagli | Verona          | Stadio Aldo Olivieri                         | 3º posto in Serie A   |
| Brescia         | dettagli | Brescia         | Centro Sp. "Club Azzurri Brescia" (Mompiano) | 2º posto in Serie A   |
| Empoli          | dettagli | Empoli (FI)     | Centro sportivo Monteboro                    | 1º posto in Serie B/A |
| Fiorentina      | dettagli | Firenze         | Stadio comunale Gino Bozzi                   | Campione d'Italia     |
| Juventus        | dettagli | Torino          | Juventus Training Center (Vinovo)            | -                     |
| Mozzanica       | dettagli | Mozzanica (BG)  | Stadio comunale di Mozzanica                 | 4º posto in Serie A   |
| Pink Sport Time | dettagli | Bari            | Stadio Antonio Antonucci (Bitetto)           | 1º posto in Serie B/D |
| Res Roma        | dettagli | Roma            | Unicusano Stadium                            | 5º posto in Serie A   |
| San Zaccaria    | dettagli | Ravenna         | Centro Sportivo "Massimo Soprani"            | 8º posto in Serie A   |
| Sassuolo        | dettagli | Sassuolo (MO)   | Stadio comunale Mirabello (Reggio Emilia)    | 1º posto in Serie B/B |
| Tavagnacco      | dettagli | Tavagnacco (UD) | Stadio Comunale                              | 6º posto in Serie A   |
| Valpolicella    | dettagli | Verona          | Stadio Aldo Olivieri                         | 1º posto in Serie B/C |

## Allenatori e primatisti
| Squadra         | Allenatore                                                    | Giocatrice più presente (tra parentesi il numero delle presenze)                            | Capocannoniere (tra parentesi il numero dei gol segnati) |
| --------------- | ------------------------------------------------------------- | ------------------------------------------------------------------------------------------- | -------------------------------------------------------- |
| AGSM Verona     | Renato Longega                                                | Bianca Giulia Bardin, Shameeka Fishley, Sofia Kongoulī (22)                                 | Sofia Kongoulī (6)                                       |
| Brescia         | Gianpiero Piovani                                             | Laura Fusetti, Valentina Giacinti, Cristiana Girelli, Brooke Hendrix, Daniela Sabatino (22) | Valentina Giacinti (21)                                  |
| Empoli          | Alessandro Pistolesi                                          | Caterina Bargi, Maria Luisa Filangeri (22)                                                  | Caterina Bargi (4)                                       |
| Fiorentina      | Sauro Fattori e Antonio Cincotta                              | Greta Adami, Elena Linari, Ilaria Mauro (22)                                                | Tatiana Bonetti (11)                                     |
| Juventus        | Rita Guarino                                                  | Aurora Galli, Laura Giuliani, Martina Rosucci (22)                                          | Barbara Bonansea (19)                                    |
| Mozzanica       | Elio Garavaglia                                               | Lisa Alborghetti, Michela Ledri, Giorgia Motta, Eleonora Piacezzi, Valeria Pirone (22)      | Lisa Alborghetti (10)                                    |
| Pink Sport Time | Roberto D'Ermilio                                             | Debora Novellino, Annamaria Serturini (24)                                                  | Romina Pinna (5)                                         |
| Res Roma        | Fabio Melillo                                                 | Camilla Labate, Rosalia Pipitone (22)                                                       | Melania Martinovic (5)                                   |
| San Zaccaria    | Mirco Balacich (1ª-9ª) Fausto Lorenzini (10ª-22ª e spareggio) | Emma Errico, Raffaella Manieri, Luisa Pugnali (22)                                          | Emma Errico (8)                                          |
| Sassuolo        | Federica D'Astolfo                                            | Giulia Bursi (23)                                                                           | Stefania Tarenzi (7)                                     |
| Tavagnacco      | Amedeo Cassia (1ª-11ª) Marco Rossi (12ª-22ª e spareggio)      | Serena Ferroli, Gloria Frizza, Michela Martinelli, Alessia Tuttino (23)                     | Paola Brumana (14)                                       |
| Valpolicella    | Diego Zuccher                                                 | Lisa Faccioli (22)                                                                          | Valentina Boni, Silvia Fuselli (5)                       |

## Classifica finale
Fonte: sito ufficiale LND.
|  | Pos. | Squadra         | Pt | G  | V  | N | P  | GF | GS | DR  |
|  | ---- | --------------- | -- | -- | -- | - | -- | -- | -- | --- |
|  | 1.   | Juventus        | 60 | 22 | 20 | 0 | 2  | 64 | 9  | +55 |
|  | 2.   | Brescia         | 60 | 22 | 20 | 0 | 2  | 71 | 24 | +47 |
|  | 3.   | Fiorentina      | 43 | 22 | 13 | 4 | 5  | 46 | 20 | +26 |
|  | 4.   | Tavagnacco      | 43 | 22 | 14 | 1 | 7  | 49 | 28 | +21 |
|  | 5.   | Mozzanica       | 42 | 22 | 13 | 3 | 6  | 37 | 27 | +10 |
|  | 6.   | Valpolicella    | 26 | 22 | 8  | 2 | 12 | 27 | 46 | -19 |
|  | 7.   | AGSM Verona     | 25 | 22 | 7  | 4 | 11 | 33 | 40 | -7  |
|  | 8.   | Res Roma        | 22 | 22 | 7  | 1 | 14 | 19 | 36 | -17 |
|  | 9.   | Sassuolo        | 19 | 22 | 6  | 1 | 15 | 21 | 39 | -18 |
|  | 10.  | Pink Sport Time | 16 | 22 | 5  | 1 | 16 | 19 | 53 | -34 |
|  | 11.  | San Zaccaria    | 16 | 22 | 3  | 7 | 12 | 23 | 44 | -21 |
|  | 12.  | Empoli          | 11 | 22 | 3  | 2 | 17 | 16 | 59 | -43 |

Legenda:
      Campione d'Italia e ammessa alla UEFA Women's Champions League 2018-2019.
      Ammessa alla UEFA Women's Champions League 2018-2019.
 Ammessa ai play-out
      Retrocesse in Serie B 2018-2019.
Note:
Tre punti a vittoria, uno a pareggio, zero a sconfitta.
In caso di arrivo di due o più squadre a pari punti, la graduatoria verrà stilata secondo la classifica avulsa tra le squadre interessate che prevede, in ordine, i seguenti criteri:
- Spareggio (solo per assegnare lo scudetto e la salvezza)
- Punti negli scontri diretti
- Differenza reti negli scontri diretti
- Differenza reti generale
- Reti realizzate in generale
- Sorteggio

## Risultati

### Tabellone
|                 | Ver  | Bre  | Emp  | Fio  | Juv  | Moz  | PST  | Res  | SaZ  | Sas  | Tav  | Val  |
| --------------- | ---- | ---- | ---- | ---- | ---- | ---- | ---- | ---- | ---- | ---- | ---- | ---- |
| AGSM Verona     | –––– | 3-6  | 2-1  | 1-1  | 0-2  | 1-2  | 2-1  | 3-0  | 4-2  | 2-2  | 2-3  | 1-1  |
| Brescia         | 3-0  | –––– | 4-1  | 1-0  | 0-4  | 2-3  | 4-0  | 4-1  | 2-1  | 2-1  | 2-0  | 4-2  |
| Empoli          | 1-5  | 0-5  | –––– | 1-3  | 1-4  | 0-2  | 0-1  | 0-4  | 1-1  | 0-4  | 0-4  | 1-4  |
| Fiorentina      | 1-2  | 2-4  | 1-0  | –––– | 2-1  | 0-0  | 2-1  | 5-0  | 4-0  | 2-0  | 1-1  | 4-0  |
| Juventus        | 1-0  | 1-2  | 4-0  | 2-0  | –––– | 3-0  | 4-1  | 4-0  | 2-1  | 2-0  | 4-0  | 6-0  |
| Mozzanica       | 0-0  | 1-2  | 0-1  | 0-1  | 0-3  | –––– | 4-0  | 1-0  | 2-2  | 2-0  | 4-2  | 3-2  |
| Pink Sport Time | 3-1  | 0-6  | 1-3  | 0-3  | 1-2  | 0-2  | –––– | 1-0  | 0-0  | 2-1  | 1-0  | 2-4  |
| Res Roma        | 3-0  | 0-3  | 2-1  | 0-4  | 0-1  | 0-1  | 2-1  | –––– | 1-1  | 0-1  | 0-2  | 3-0  |
| San Zaccaria    | 2-3  | 1-4  | 2-2  | 0-0  | 0-5  | 1-3  | 3-1  | 0-1  | –––– | 2-0  | 1-5  | 1-1  |
| Sassuolo        | 2-1  | 0-2  | 0-1  | 2-4  | 0-5  | 1-2  | 4-2  | 1-0  | 1-0  | –––– | 0-4  | 0-1  |
| Tavagnacco      | 2-0  | 2-6  | 4-1  | 3-0  | 1-2  | 5-2  | 4-0  | 2-1  | 0-1  | 1-0  | –––– | 3-0  |
| Valpolicella    | 1-0  | 1-3  | 2-0  | 1-6  | 0-2  | 1-3  | 2-0  | 0-1  | 2-1  | 2-1  | 0-1  | –––– |

### Calendario
| Andata (1ª) | Andata (1ª) | Prima giornata          | Ritorno (12ª) | Ritorno (12ª) |
|             |             |                         |               |               |
| 30 set.     | 1-1         | Verona-Fiorentina       | 2-1           | 3 feb.        |
| 30 set.     | 1-1         | Empoli-San Zaccaria     | 2-2           | 3 feb.        |
| 30 set.     | 0-3         | Mozzanica-Juventus      | 0-3           | 4 feb.        |
| 30 set.     | 0-6         | Pink Sport Time-Brescia | 0-4           | 3 feb.        |
| 30 set.     | 3-0         | Res Roma-Valpolicella   | 1-0           | 3 feb.        |
| 30 set.     | 0-4         | Sassuolo-Tavagnacco     | 0-1           | 3 feb.        |

| Andata (2ª) | Andata (2ª) | Seconda giornata           | Ritorno (13ª) | Ritorno (13ª) |
|             |             |                            |               |               |
| 7 ott.      | 2-1         | Brescia-Sassuolo           | 2-0           | 10 feb.       |
| 7 ott.      | 2-1         | Fiorentina-Pink Sport Time | 3-0           | 10 feb.       |
| 7 ott.      | 4-0         | Juventus-Res Roma          | 1-0           | 10 feb.       |
| 7 ott.      | 2-3         | San Zaccaria-Verona        | 2-4           | 11 feb.       |
| 7 ott.      | 5-2         | Tavagnacco-Mozzanica       | 2-4           | 10 feb.       |
| 7 ott.      | 2-0         | Valpolicella-Empoli        | 4-1           | 10 feb.       |

| Andata (3ª) | Andata (3ª) | Terza giornata               | Ritorno (14ª) | Ritorno (14ª) |
|             |             |                              |               |               |
| 28 ott.     | 1-1         | Verona-Valpolicella          | 0-1           | 17 feb.       |
| 28 ott.     | 2-0         | Brescia-Tavagnacco           | 6-2           | 18 feb.       |
| 28 ott.     | 1-4         | Empoli-Juventus              | 0-4           | 17 feb.       |
| 28 ott.     | 0-0         | Pink Sport Time-San Zaccaria | 1-3           | 17 feb.       |
| 28 ott.     | 0-1         | Res Roma-Mozzanica           | 0-1           | 17 feb.       |
| 28 ott.     | 2-4         | Sassuolo-Fiorentina          | 0-2           | 17 feb.       |

| Andata (4ª) | Andata (4ª) | Quarta giornata              | Ritorno (15ª) | Ritorno (15ª) |
|             |             |                              |               |               |
| 4 nov.      | 2-4         | Fiorentina-Brescia           | 0-1           | 11 mar.       |
| 4 nov.      | 1-0         | Juventus-Verona              | 2-0           | 12 mar.       |
| 4 nov.      | 0-1         | Mozzanica-Empoli             | 2-0           | 10 mar.       |
| 4 nov.      | 2-0         | San Zaccaria-Sassuolo        | 0-1           | 11 mar.       |
| 4 nov.      | 2-1         | Tavagnacco-Res Roma          | 2-0           | 10 mar.       |
| 4 nov.      | 2-0         | Valpolicella-Pink Sport Time | 4-2           | 10 mar.       |

| Andata (5ª) | Andata (5ª) | Quinta giornata          | Ritorno (16ª) | Ritorno (16ª) |
|             |             |                          |               |               |
| 11 nov.     | 1-2         | Verona-Mozzanica         | 0-0           | 17 mar.       |
| 11 nov.     | 2-1         | Brescia-San Zaccaria     | 4-1           | 17 mar.       |
| 11 nov.     | 0-4         | Empoli-Res Roma          | 1-2           | 17 mar.       |
| 11 nov.     | 1-1         | Fiorentina-Tavagnacco    | 0-3           | 17 mar.       |
| 11 nov.     | 1-2         | Pink Sport Time-Juventus | 1-4           | 17 mar.       |
| 11 nov.     | 0-1         | Sassuolo-Valpolicella    | 1-2           | 17 mar.       |

| Andata (6ª) | Andata (6ª) | Sesta giornata            | Ritorno (17ª) | Ritorno (17ª) |
|             |             |                           |               |               |
| 18 nov.     | 2-0         | Juventus-Sassuolo         | 5-0           | 25 mar.       |
| 18 nov.     | 4-0         | Mozzanica-Pink Sport Time | 2-0           | 24 mar.       |
| 18 nov.     | 3-0         | Res Roma-Verona           | 0-3           | 25 mar.       |
| 18 nov.     | 0-0         | San Zaccaria-Fiorentina   | 0-4           | 24 mar.       |
| 18 nov.     | 4-1         | Tavagnacco-Empoli         | 4-0           | 24 mar.       |
| 19 nov.     | 1-3         | Valpolicella-Brescia      | 2-4           | 24 mar.       |

| Andata (7ª) | Andata (7ª) | Settima giornata         | Ritorno (18ª) | Ritorno (18ª) |
|             |             |                          |               |               |
| 2 dic.      | 2-1         | Verona-Empoli            | 5-1           | 14 apr.       |
| 2 dic.      | 0-4         | Brescia-Juventus         | 2-1           | 14 apr.       |
| 2 dic.      | 4-0         | Fiorentina-Valpolicella  | 6-1           | 15 apr.       |
| 2 dic.      | 1-0         | Pink Sport Time-Res Roma | 1-2           | 14 apr.       |
| 2 dic.      | 1-5         | San Zaccaria-Tavagnacco  | 1-0           | 14 apr.       |
| 2 dic.      | 1-2         | Sassuolo-Mozzanica       | 0-2           | 14 apr.       |

| Andata (8ª) | Andata (8ª) | Ottava giornata           | Ritorno (19ª) | Ritorno (19ª) |
|             |             |                           |               |               |
| 9 dic.      | 0-1         | Empoli-Pink Sport Time    | 3-1           | 22 apr.       |
| 8 dic.      | 2-0         | Juventus-Fiorentina       | 1-2           | 21 apr.       |
| 9 dic.      | 1-2         | Mozzanica-Brescia         | 3-2           | 21 apr.       |
| 9 dic.      | 0-1         | Res Roma-Sassuolo         | 0-1           | 21 apr.       |
| 9 dic.      | 2-0         | Tavagnacco-Verona         | 3-2           | 21 apr.       |
| 9 dic.      | 2-1         | Valpolicella-San Zaccaria | 1-1           | 21 apr.       |

| Andata (9ª) | Andata (9ª) | Nona giornata           | Ritorno (20ª) | Ritorno (20ª) |
|             |             |                         |               |               |
| 16 dic.     | 4-1         | Brescia-Res Roma        | 3-0           | 28 apr.       |
| 16 dic.     | 0-0         | Fiorentina-Mozzanica    | 1-0           | 28 apr.       |
| 16 dic.     | 3-1         | Pink Sport Time-Verona  | 1-2           | 28 apr.       |
| 16 dic.     | 0-5         | San Zaccaria-Juventus   | 1-2           | 28 apr.       |
| 16 dic.     | 0-1         | Sassuolo-Empoli         | 4-0           | 28 apr.       |
| 16 dic.     | 0-1         | Valpolicella-Tavagnacco | 0-3           | 28 apr.       |

| Andata (10ª) | Andata (10ª) | Decima giornata            | Ritorno (21ª) | Ritorno (21ª) |
|              |              |                            |               |               |
| 13 gen.      | 2-2          | Verona-Sassuolo            | 1-2           | 5 mag.        |
| 13 gen.      | 0-5          | Empoli-Brescia             | 1-4           | 5 mag.        |
| 13 gen.      | 6-0          | Juventus-Valpolicella      | 2-0           | 5 mag.        |
| 13 gen.      | 2-2          | Mozzanica-San Zaccaria     | 3-1           | 5 mag.        |
| 13 gen.      | 1-0          | Pink Sport Time-Tavagnacco | 0-4           | 5 mag.        |
| 14 gen.      | 0-4          | Res Roma-Fiorentina        | 0-5           | 5 mag.        |

| \| Andata (11ª) \| Andata (11ª) \| Undicesima giornata \| Ritorno (22ª) \| Ritorno (22ª) \| \| \| \| \| \| \| \| 27 gen. \| 3-0 \| Brescia-Verona \| 6-3 \| 12 mag. \| \| 26 gen. \| 1-3 \| Valpolicella-Mozzanica \| 2-3 \| 12 mag. \| \| 27 gen. \| 1-0 \| Fiorentina-Empoli \| 3-1 \| 12 mag. \| \| 27 gen. \| 0-1 \| San Zaccaria-Res Roma \| 1-1 \| 12 mag. \| \| 27 gen. \| 4-2 \| Sassuolo-Pink Sport Time \| 1-2 \| 12 mag. \| \| 27 gen. \| 1-2 \| Tavagnacco-Juventus \| 0-4 \| 12 mag. \| |              |                          |               |               |
| Andata (11ª) | Andata (11ª) | Undicesima giornata      | Ritorno (22ª) | Ritorno (22ª) |
| |              |                          |               |               |
| 27 gen. | 3-0          | Brescia-Verona           | 6-3           | 12 mag.       |
| 26 gen. | 1-3          | Valpolicella-Mozzanica   | 2-3           | 12 mag.       |
| 27 gen. | 1-0          | Fiorentina-Empoli        | 3-1           | 12 mag.       |
| 27 gen. | 0-1          | San Zaccaria-Res Roma    | 1-1           | 12 mag.       |
| 27 gen. | 4-2          | Sassuolo-Pink Sport Time | 1-2           | 12 mag.       |
| 27 gen. | 1-2          | Tavagnacco-Juventus      | 0-4           | 12 mag.       |

## Spareggi

### Spareggio scudetto
Allo spareggio scudetto accedono il Brescia e la Juventus, che hanno concluso a pari punti al primo posto. La partita si è giocata allo stadio Silvio Piola di Novara.
|          | Risultati             |         | Luogo e data           |
| -------- | --------------------- | ------- | ---------------------- |
| Juventus | 0 - 0 (dts) (5-4 dtr) | Brescia | Novara, 20 maggio 2018 |
|          |                       |         |                        |

### Spareggio UEFA Women's Champions League
Vista la cessione del titolo sportivo per la stagione 2018-2019 del Brescia all'A.C. Milan e la non trasferibilità del diritto di partecipazione alla UEFA Women's Champions League, conquistato sul campo dal Brescia, la Lega Nazionale Dilettanti ha decretato la disputa di uno spareggio tra le terze classificate, la Fiorentina e il Tavagnacco, e la vincente dello spareggio acquisisce il diritto a partecipare alla UEFA Women's Champions League.
|            | Risultati |            | Luogo e data                |
| ---------- | --------- | ---------- | --------------------------- |
| Fiorentina | 3 - 0     | Tavagnacco | Abano Terme, 16 giugno 2018 |
|            |           |            |                             |

### Spareggio salvezza
Allo spareggio salvezza accedono il Pink Sport Time e il San Zaccaria, che hanno concluso a pari punti al decimo posto. La vincitrice accede ai play-out, mentre la perdente retrocede in Serie B.
|              | Risultati |                 | Luogo e data                 |
| ------------ | --------- | --------------- | ---------------------------- |
| San Zaccaria | 2 - 3     | Pink Sport Time | Montesilvano, 19 maggio 2018 |
|              |           |                 |                              |

### Play-out
Agli spareggi promozione/retrocessione accedono la nona e la decima classificata in Serie A e le due squadre Serie B perdenti gli spareggi promozione. Gli spareggi si disputano in campo neutro e gara secca e le vincitrici sono ammesse in Serie A.
|                 | Risultati   |                   | Luogo e data                       |
| --------------- | ----------- | ----------------- | ---------------------------------- |
| Roma CF         | 0 - 3 (dts) | Sassuolo          | Tavarnuzze, 27 maggio 2018         |
| Pink Sport Time | 3 - 1       | Pro San Bonifacio | Porto Sant'Elpidio, 27 maggio 2018 |
|                 |             |                   |                                    |

## Statistiche

### Squadre

#### Capoliste solitarie
|    | —— | —— | —— | —— | —— | ——       | —— | —— | ——  | ——  | ——  | ——  | ——  | ——  | ——  | ——  | ——  | ——  | ——  | ——  | ——  | —— |  |
|    |    |    |    |    |    | Juventus |    |    |     |     |     |     |     |     |     |     |     |     |     |     |     |    |  |
|    |    |    |    |    |    |          |    |    |     |     |     |     |     |     |     |     |     |     |     |     |     |    |  |
|    |    |    |    |    |    |          |    |    |     |     |     |     |     |     |     |     |     |     |     |     |     |    |  |
| 1ª | 2ª | 3ª | 4ª | 5ª | 6ª | 7ª       | 8ª | 9ª | 10ª | 11ª | 12ª | 13ª | 14ª | 15ª | 16ª | 17ª | 18ª | 19ª | 20ª | 21ª | 22ª |    |  |

#### Classifica in divenire
|                 | 1ª | 2ª | 3ª | 4ª | 5ª | 6ª | 7ª | 8ª | 9ª | 10ª | 11ª | 12ª | 13ª | 14ª | 15ª | 16ª | 17ª | 18ª | 19ª | 20ª | 21ª | 22ª |
| --------------- | -- | -- | -- | -- | -- | -- | -- | -- | -- | --- | --- | --- | --- | --- | --- | --- | --- | --- | --- | --- | --- | --- |
| AGSM Verona     | 1  | 4  | 5  | 5  | 5  | 5  | 8  | 8  | 8  | 9   | 9   | 12  | 15  | 15  | 15  | 16  | 19  | 22  | 22  | 25  | 25  | 25  |
| Brescia         | 3  | 6  | 9  | 12 | 15 | 18 | 18 | 21 | 24 | 27  | 30  | 33  | 36  | 39  | 42  | 45  | 48  | 51  | 51  | 54  | 57  | 60  |
| Empoli          | 1  | 1  | 1  | 4  | 4  | 4  | 4  | 4  | 7  | 7   | 7   | 8   | 8   | 8   | 8   | 8   | 8   | 8   | 11  | 11  | 11  | 11  |
| Fiorentina      | 1  | 4  | 7  | 7  | 8  | 9  | 12 | 12 | 13 | 16  | 19  | 19  | 22  | 25  | 25  | 25  | 28  | 31  | 34  | 37  | 40  | 43  |
| Juventus        | 3  | 6  | 9  | 12 | 15 | 18 | 21 | 24 | 27 | 30  | 33  | 36  | 39  | 42  | 45  | 48  | 51  | 51  | 51  | 54  | 57  | 60  |
| Mozzanica       | 0  | 0  | 3  | 3  | 6  | 9  | 12 | 12 | 13 | 14  | 17  | 17  | 20  | 23  | 26  | 27  | 30  | 33  | 36  | 36  | 39  | 42  |
| Pink Sport Time | 0  | 0  | 1  | 1  | 1  | 1  | 4  | 7  | 10 | 13  | 13  | 13  | 13  | 13  | 13  | 13  | 13  | 13  | 13  | 13  | 13  | 16  |
| Res Roma        | 3  | 3  | 3  | 3  | 6  | 9  | 9  | 9  | 9  | 9   | 12  | 15  | 15  | 15  | 15  | 18  | 18  | 21  | 21  | 21  | 21  | 22  |
| San Zaccaria    | 1  | 1  | 2  | 5  | 5  | 6  | 6  | 6  | 6  | 7   | 7   | 8   | 8   | 11  | 11  | 11  | 11  | 14  | 15  | 15  | 15  | 16  |
| Sassuolo        | 0  | 0  | 0  | 0  | 0  | 0  | 0  | 3  | 3  | 4   | 7   | 7   | 7   | 7   | 10  | 10  | 10  | 10  | 13  | 16  | 19  | 19  |
| Tavagnacco      | 3  | 6  | 6  | 9  | 10 | 13 | 16 | 19 | 22 | 22  | 22  | 25  | 25  | 25  | 28  | 31  | 34  | 34  | 37  | 40  | 43  | 43  |
| Valpolicella    | 0  | 3  | 4  | 7  | 10 | 10 | 10 | 13 | 13 | 13  | 13  | 13  | 16  | 19  | 22  | 25  | 25  | 25  | 26  | 26  | 26  | 26  |

### Individuali

#### Classifica marcatrici
| Gol | Rigori |  | Giocatore             | Squadra      |
| --- | ------ |  | --------------------- | ------------ |
| 21  |        |  | Valentina Giacinti    | Brescia      |
| 19  |        |  | Barbara Bonansea      | Juventus     |
| 17  | 5      |  | Cristiana Girelli     | Brescia      |
| 14  | 1      |  | Paola Brumana         | Tavagnacco   |
| 13  | 1      |  | Lana Clelland         | Tavagnacco   |
| 11  | 1      |  | Tatiana Bonetti       | Fiorentina   |
| 10  | 4      |  | Lisa Alborghetti      | Mozzanica    |
| 10  |        |  | Sanni Franssi         | Juventus     |
| 10  |        |  | Daniela Sabatino      | Brescia      |
| 9   |        |  | Ilaria Mauro          | Fiorentina   |
| 9   |        |  | Valeria Pirone        | Mozzanica    |
| 8   | 1      |  | Emma Errico           | San Zaccaria |
| 7   |        |  | Valentina Bergamaschi | Brescia      |
| 7   |        |  | Patrizia Caccamo      | Fiorentina   |
| 7   |        |  | Benedetta Glionna     | Juventus     |
| 7   |        |  | Luisa Pugnali         | San Zaccaria |